# Maisoncelles-Pelvey

Maisoncelles-Pelvey este o comună în departamentul Calvados, Franța. În 1 ianuarie 2022 avea o populație de 251 de locuitori.